# Collin Valcourt
Collin Valcourt (* 18. března 1993 Red Deer) je bývalý kanadský hokejový útočník.
S hokejem začínal v Red Deeru, kde hrál také za dorost Red Deer Rebels, na juniorské úrovni hrál za Spokane Chiefs, Saskatoon Blades a Prince Albert Raiders v kanadsko-americké WHL. V dubnu 2014 nastoupil do jednoho utkání seniorské AHL za Abbotsford Heat a zúčastnil se nováčkovského kempu Calgary Flames. Sezónu 2014/2015 nastupoval za Mountfield HK v Extralize, kam se dostal přes spoluhráče z Prince Albert Raiders Leona Draisaitla, jehož otec Peter Draisaitl tento klub trénoval. V Hradci Králové plnil roli bitkaře, ve 32 utkáních si připsal 6 bodů a 60 trestných minut. Po návratu do Severní Ameriky hrál na profesionální úrovni v ECHL za Quad City Mallards a Alaska Aces v sezónách 2015/2016 a 2016/2017.

## Hráčská kariéra
- 2009/10 Red Deer Rebels (dorost)
- 2010/11 Spokane Chiefs (WHL)
- 2011/12 Spokane Chiefs
- 2012/13 Spokane Chiefs, Saskatoon Blades (WHL)
- 2013/14 Saskatoon Blades, Prince Albert Raiders (WHL), Abbotsford Heat (AHL)
- 2014/15 Mountfield HK (ELH)
- 2015/16 Quad City Mallards, Alaska Aces (ECHL)
- 2016/17 Alaska Aces